# Terpinia
Terpinia (en ucraniano: Терпіння; en ruso: Терпенье, romanizado: Terpenie) es un pueblo ucraniano perteneciente al óblast de Zaporiyia. Situado en el sur del país, forma parte del raión de Melitópol y es centro del municipio (hromada) de Terpinia. 
El lugar está ocupado por Rusia desde marzo de 2022 en el marco de la invasión rusa de Ucrania.

## Geografía
Terpinia está en la orilla derecha del río Molochna, 2 km al norte de Mirne y 18 km al norte de Melitópol.

## Historia
El pueblo, fundado en 1795 y que Zaveli Kapustin había convertido en el centro de los dujobores desalojados de las gobernaciones de Tambov y Vorónezh. El pueblo fue el centro del vólost de Terpinia en el uyezd de Melitópol, gobernación de Táurida.
Durante la Primera Guerra Mundial, Terpinia sufrió mucho por la ocupación austro-alemana en 1918. En los años 1924-1933, Terpinia era el centro del raión de Terpinia, que formaba parte del ókrug de Melitópol, y desde 1930, del óblast de Dnipropetrovsk.
Hasta el 18 de julio de 2020, Terpinia fue parte del raión de Yakimivka. El raión fue abolido en julio de 2020 como parte de la reforma administrativa de Ucrania, que redujo el número de raiones del óblast de Zaporiyia a cinco. El territorio del raión de Yakimivka se fusionó con el raión de Melitópol.
Terpinia está ocupado por Rusia desde marzo de 2022 en el marco de la invasión rusa de Ucrania.

## Demografía
La evolución de la población de Terpinia entre 1886 y 2004 fue la siguiente:
| 2548                                                          | 4455 | 5954 | 3421 | 4854 | 4854 |
| (Fuente: Cities & Towns of Ukraine y UKRAINE: Größere Städte) |      |      |      |      |      |

Según el censo de 2001, la lengua materna de la mayoría de los habitantes, el 84,2%, es el ruso; y del 9,95% es el ucraniano.

## Infraestructura

### Transporte
El pueblo tiene acceso a la autopista M18 que conecta Zaporiyia y Melitópol. La estación de tren más cercana, la estación de tren de Obilna, a unos 10 kilómetros al oeste del asentamiento, se encuentra en la vía férrea que conecta Zaporiyia y Melitópol.